# Müsse (Landkreis Biberach)
Das Gebiet Müsse ist ein durch Verordnung vom 5. Juni 1989 durch das Regierungspräsidium Tübingen ausgewiesenes Naturschutzgebiet im Landkreis Biberach.

## Lage
Das Schutzgebiet liegt südwestlich des Laupheimer Stadtteils Obersulmetingen links des Rotbachs. Das Gebiet gehört zum Naturraum Hügelland der unteren Riß.

## Schutzzweck
Der Schutzzweck ist laut Verordnung „die Erhaltung und Beruhigung des Niedermoores als Lebensraum für zahlreiche, teilweise vom Aussterben bedrohte Tier‑ und Pflanzenarten einschließlich deren Lebensgemeinschaften sowie als Rastplatz, Winterquartier, Schlafplatz und Nahrungsrevier für durchziehende Vogelarten. Der Schutzzweck umfaßt auch die Erhaltung des Niedermoores als Bestandteil eines Feuchtbiotopverbundes in der Vogelzugstraße zum Bodensee.“

## Landschaftscharakter
Das Gebiet ist ein Relikt eines ehemals ausgedehnten Niedermoorkomplexes. Im Zentrum erhebt sich kegelförmig eine frühere Bauschuttdeponie. Diese ist mit Bäumen und Sträuchern bewachsen. Das Gebiet wird durch einen asphaltierten Wirtschaftsweg in zwei Teilgebiete getrennt.

## Flora und Fauna
Im Gebiet wachsen einige seltene und geschützte Arten, darunter die Mehlprimel, das Breitblättriges Wollgras, die Trollblume, die Prachtnelke, das Breitblättrige  Knabenkraut, das Fleischfarbene Knabenkraut und die Kugelige Teufelskralle.
Das Gebiet dient zahlreichen Zugvögeln wie dem Kampfläufer als Rastplatz auf dem Weg zum Bodensee. Als Brutvogelarten sind unter anderem Neuntöter, Braunkehlchen, Mönchsgrasmücke, Sumpfrohrsänger, Schafstelze und Baumpieper vertreten

## Zusammenhängende Schutzgebiete
Das Gebiet ist Teil des FFH-Gebiets Rot, Bellamonter Rottum und Dürnach.